# 165574 Deidre
165574 Deidre este un asteroid din centura principală de asteroizi.

## Descriere
165574 Deidre este un asteroid din centura principală de asteroizi. A fost descoperit pe 16 februarie 2001 la Stația Anderson Mesa în cadrul programului LONEOS. Asteroidul prezintă o orbită caracterizată de o semiaxă mare de 2,62 ua, o excentricitate de 0,13 și o înclinație de 10,7° în raport cu ecliptica.